# Правило виїзного гола
Правило гола, забитого на чужому полі (правило виїзного гола) — принцип, що широко застосовується у змаганнях з футболу та деяких інших видів спорту, за яким визначається переможець поєдинку, що складається з двох матчів, по одному на полі кожного із суперників. Різновид тайбрейку, згідно з яким, у випадку рівної кількості голів, забитих суперниками по сумі двох матчів, переможцем визнається команда, що забила більше м'ячів на чужому полі.
Специфіка застосування даного правила визначається регламентом кожного окремого змагання. Залежно від конкретного змагання правило може застосовуватися, а може й не застосовуватися, до голів, забитих під час додаткового часу, який зазвичай призначається по завершенні другого матчу двоматчевого поєдинку у випадку, коли обидва матчі завершилися з однаковим рахунком.
Існування цього правила значною мірою впливає на побудову ігрової стратегії футбольних команд, що беруть участь у турнірах, які передбачають проведення двоматчевих поєдинків. Зокрема, через відносно більше значення гола, забитого на чужому полі, команди-господарі зазвичай більше уваги приділяють захисту власних воріт, а команди, що грають у гостях, намагаються більш агресивно грати у нападі.
Починаючи з осені 2021, в плей-оф клубних турнірів, що проводяться під егідою УЄФА, кількість м’ячів, забитих на чужому полі, не має значення.

## Використання
Використання правила прямо не вимагається офіційними футбольними правилами ФІФА, які, натомість, вказують лише на можливість такого використання. 
Правило гола, забитого на чужому полі, є традиційним для європейських футбольних турнірів, зокрема застосовується на етапах плей-оф Ліги чемпіонів УЄФА та Ліги Європи. Також правило широко використовується під час футбольних турнірів серед національних збірних під егідою ФІФА та УЄФА. Натомість, турніри, що проводилися південноамериканською конфедерацією КОНМЕБОЛ до 2005 року, проходили без застосування цього правила та, навіть, без проведення додаткового часу — переможець поєдинку, який за сумою двох матчів закінчувався унічию, визначався серією післяматчевих пенальті. 
Також правило може застосовуватися й для визначення позицій команд за результатами групових турнірів, у яких кожна пара команд грає між собою по дві гри (одну вдома й одну в гостях), у випадку, якщо декілька команд набрали однакову кількість очок. Зокрема, подібне передбачається регламентами групових етапів Ліги чемпіонів та Ліги Європи УЄФА.
Першим випадком застосування правила вважається визначення переможця у парі «Дукла» (Прага) — «Гонвед» (Будапешт) у другому раунді розіграшу Кубка володарів кубків УЄФА сезону 1965—66, яким став угорський клуб саме через більшу кількість голів, забитих на полі суперника. До цього у випадку нічиєї за сумою двох матчів призначався додатковий матч на нейтральному полі.
В Україні правило гола, забитого на чужому полі, найширше використовувалося під час проведення розіграшів Кубка України, регламент яких до сезону 2007—08 включно передбачав проведення двоматчевих поєдинків на завершальних стадіях змагання.

## Парадокси застосування
Найрозповсюдженішим парадоксом застосування правила є його використання у випадку, коли фактично обидва матчі двоматчевого поєдинку відбуваються на одному й тому ж стадіоні. Це трапляється, якщо арена є домашньою для обох команд-учасниць поєдинку, або у випадку перенесення домашньої гри одного з учасників на поле суперника.
Наприклад, у півфіналі Ліги чемпіонів УЄФА 2002-03 жереб звів до однієї пари дві міланські команди — «Мілан» та «Інтернаціонале», спільною домашньою ареною яких є стадіон «Сан-Сіро». Матч, формальним господарем якого був «Мілан», завершився нульовою нічиєю, а матч-відповідь, у якому господарем виступав «Інтернаціонале», — нічиєю 1:1. Таким чином до фіналу пройшов саме «Мілан», якому вдалося забити гол у формально гостьовому матчі. 
Іншим прикладом парадоксального застосування правила може слугувати двоматчевий поєдинок збірних команд Багамських островів та Британських Віргінських островів в рамках першого раунду відбіркового турніру до чемпіонату світу 2010 у зоні КОНКАКАФ. За обопільною згодою обидва відбіркових матчів проводилися на території Багамських островів і завершилися з нічийними рахунками 1:1 та 2:2. До наступного раунду змагання пройшла збірна Багамських островів, оскільки матч, у якому було забито по два голи, був для неї формально гостьовим.